# Prasat Phnom Wan

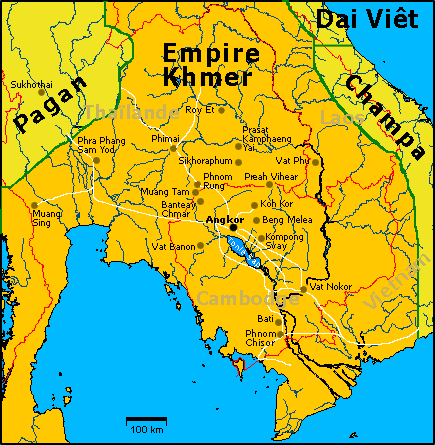
Principaux sites khmers

Le Phnom Wan est un temple khmer de la province de Nakhon Ratchasima, dans l'est de la Thaïlande.

## Histoire
Bien que considérablement plus petit que l'ensemble de temples du Prasat Hin Phimai situé non loin, Phnom Wan était un site religieux d'importance. En particulier, une inscription en sanscrit et en khmer, encore sur le site, nous éclaire sur l'histoire ancienne de cette région. Comme c'est le cas pour de nombreux et plus importants temples khmers, la construction s'est déroulée sur une période étendue, rendant difficile de le dater précisément, mais une inscription de 1082 montre que la majeure partie de la construction devait être terminée à cette époque. Difficile également de déterminer à quelle divinité ce temple était dédié ; il est clair que Shiva fut la principale divinité pendant un certain temps, mais le culte de Vishnou et le bouddhisme Mahayana furent également pratiqués, ce dernier probablement aux XIIe et XIIIe siècles.
Henri Mouhot, l'explorateur français crédité de la découverte d'Angkor, semble avoir été le premier occidental à visiter le temple, en route pour Phimai en février 1861. Dans une lettre à son frère, il écrit: "J'ai visité à neuf milles de Kôrat, à l'est, un temple nommé Penom-Wat, très remarquable, quoique bien moins grand et moins beau que ceux d'Ongkor...Penom-Wat est un charmant  temple de trente six mètres de long sur quatorze de large, et dont le plan figure assez bien une croix. Il est composé de deux pavillons ou chapelles avec toit de pierre en voûte et portiques de la plus grande élégance. La hauteur des voûtes est de sept à huit mètres; la galerie en a trois de largeur intérieurement et deux de plus avec les murs. À chaque façade de la galerie se trouvent deux fenêtres à barreaux tournés. Du grès rouge et gris d'un grain assez grossier est seul entré dans sa construction, et dans plusieurs endroits, il commence à se décomposer. Sur une des portes, se trouve une longue inscription. Les frontons de toutes sont couverts de sculptures représentant les mêmes sujets à peu près que les temples d'Ongkor et du Bassette...Penom était le temple de la reine, disent les Siamois; celui du roi son époux est à Pimaïe, district situé à une trentaine de milles à l'est de Kôrat ".
Restauré récemment, à partir de 1990, par le Département des Beaux Arts de Thaïlande et l’École Française d'Extrême Orient, Phnom Wan est un temple aux belles proportions bien que sa décoration ne soit pas terminée, situé dans une zone rurale plaisante. Le sanctuaire lui-même est encore utilisé pour le culte du bouddhisme Theravada ; les diverses statues du Bouddha, les offrandes et les bâtons d'encens donnent une certaine continuité à la vie de cet édifice religieux du IXe au XIe siècle.

## Plan
La symétrie de l'enceinte et la relativement bonne conservation rendent le plan aisé à appréhender d'un coup d'œil. Une galerie rectangulaire avec des gopura de même taille au milieu de chacun des quatre côtés et quatre pavillons d'angle entourent la cour. Au centre, le sanctuaire est orienté Ouest-Est, et comprend le garbha-grha, l'antarala et le mandrapa (sanctuaire lui-même, corridor et antichambre). Cette localisation centrale, bien qu'elle semble évidente, est en fait assez inhabituelle dans les temples khmers, où les gopuras Nord et Sud sont alignés avec le sanctuaire et sa tour, comme au Prasat Hin Phimai.
La seule note asymétrique est une petite structure carrée au sud du sanctuaire et légèrement décalée vers l'Ouest. Il n'y a pas de "bibliothèque", ce qui semble indiquer que la construction n'est pas complète. À l'origine une douve entourait la totalité de l'enceinte et a été notée par Lunet de Lajonquière dans son relevé, mais on peut difficilement la repérer de nos jours. Et d'ailleurs Étienne Aymonier ne l'a pas identifiée du tout. À l'est du temple se trouve un baray (réservoir) de 300 par 600 mètres, relié au temple par une avenue de 330 mètres ; des photos aériennes montrent plusieurs traces d'un baray à environ 1 kilomètre du temple.

Panoramas du Prasat Phnom Wan
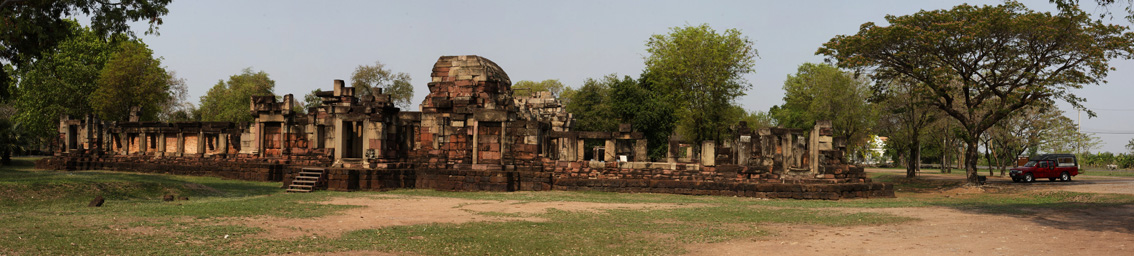
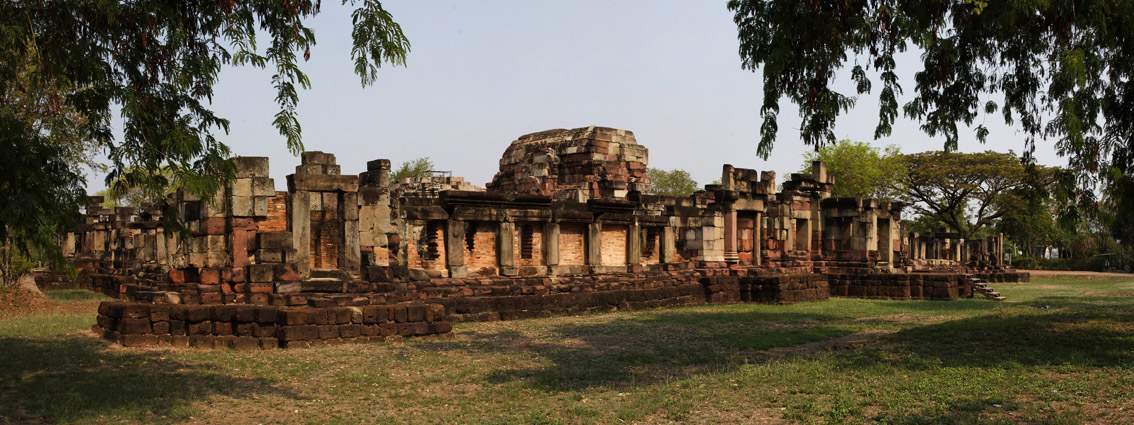
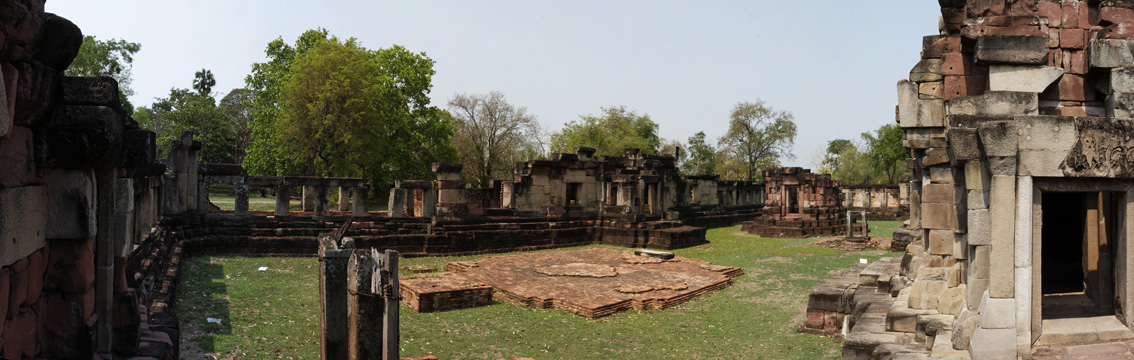
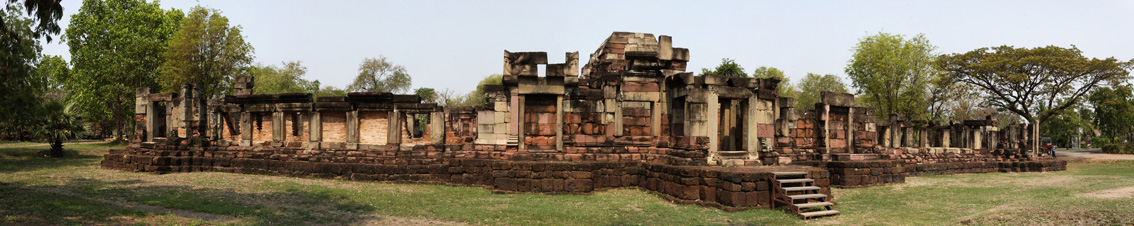

## Le gopura Est et la galerie
À l’opposé du temple bouddhiste moderne se trouve le gopura Est, qui bien que n’étant pas plus grand que les trois autres, est néanmoins l’entrée principale de ce temple qui est orienté à l’est. À gauche et à droite, des galeries, bien que maintenant en ruines, rejoignent dans les angles les pavillons carrés en redents. Des fenêtres rapprochées étaient percées dans les murs extérieurs et intérieurs de ces galeries, donnant à l’ensemble l’aspect d’un cloitre.

## Le sanctuaire central
Après avoir passé l’entrée du gopura Est, en se déplaçant sur la droite, on peut voir l’ensemble du sanctuaire central, qui mesure 25 mètres de long. La tour devait se trouver à l’extrémité Ouest, mais le fait que les bâtiments soient en ruine donne l’impression d’un long alignement.
Trois structures composent le sanctuaire, aligné Ouest-Est, et qui se trouve exactement au milieu de l’enceinte. Le garbha-grha est bâti sur un plan carré avec quatre porches. Rattaché au porche Est, un court corridor étroit, l’antarala, mène au mandapa, qui possède deux entrées latérales en plus de la porte principale donnant sur le gopura Est.
Le matériau principal utilisé ici et dans l’ensemble du temple est un grès gris pâle, avec un usage occasionnel de grès rouge, comme pour les balustres des fenêtres (voir photo), par exemple. On ignore de quelles carrières furent extraits ces grès, mais l’utilisation de ces deux tons de grès est encore plus évident au temple voisin de Prasat Hin Phimai.
Le plan  du sanctuaire montre 6 portes qui selon l’usage typiquement khmer, étaient décorées (pilastres, linteaux, colonnettes, piètements). Les linteaux étaient en général  les plus utilisés pour les représentations de scènes religieuses. Aujourd’hui seul le linteau de l’entrée Nord est encore in situ, les autres étant conservés dans les  musées nationaux  de Phimai et Bangkok.
La comparaison détaillée de centaines de linteaux de temples khmers a permis de les utiliser pour dater les temples (bien que cette technique doive être utilisée avec précaution, les linteaux n’ayant pas toujours été sculptés au moment de la construction des temples, et soient parfois réutilisés). Le linteau en place est de style Baphuon (XIe siècle), style que l’on rencontre fréquemment dans le Nord-est  de la Thaïlande. La sculpture n’est pas terminée, ce qui n’est pas exceptionnel dans l’art et l’architecture khmers. Le kâla central et  l’arche de nagas ne sont qu’ébauchés (voir photo). Ceci illustre la façon dont les sculpteurs khmers travaillaient, ébauchant d’abord les volumes, et ensuite sculptant les détails zone par zone.
Le dessin du linteau est typique du style du Baphuon : une divinité est assise au-dessus de la tête d’un kâla, dont les bras tiennent les extrémités de guirlandes sortant de sa bouche. L’orientation des feuillages donne une forte verticalité à l’ensemble. Les pilastres de part et d’autre de la porte sont de la même période, mais la sculpture des colonnettes n’a pas été commencée.
En entrant dans le sanctuaire par la porte arrière (Ouest), on peut voir plusieurs statues de Bouddha (voir photos) qui font toujours l’objet d’un culte ; quelques têtes, bras et mains ont été rajoutés tardivement aux torses ; ils ont été sculptés pour remplacer les parties manquantes. Au-dessus, on peut voir un plafond typiquement khmer en encorbellement (voir photo), qui était habituellement caché par un plafond en bois.
À l’intérieur de la porte Sud se trouve une inscription particulièrement intéressante. C’est la première mention du roi Jayavarman VI dont le règne va de 1080 jusqu’à sa mort en 1107. Il était de la dynastie locale Mahidharapura et bien que les circonstances de son ascension au trône ne soient pas claires (il s’est peut-être emparé du pouvoir), on sait que l’introduction de cette nouvelle lignée de rois a été légitimée avec l’aide d’un prêtre brahmane, Divakarapandita, l'ancien chapelain de Harschvarman III. Il n’est même pas certain que Jayavarman VI ait régné depuis Angkor, peut-être est-il resté dans le Nord du royaume. L'inscription ordonne aux prêtres et dignitaires d'entretenir ce temple, appelé Ratnapura et mentionne également pour la première fois Vimayapura, le  temple de Phimaï. Un des officiers en charge mentionnés est Rajendravarman, Général de l'Armée du Centre (il est inclus sur le bas-relief reproduisant la célèbre procession de hauts dignitaires sur le mur Sud du temple d'Angkor

## La petite tour
Dans la partie sud-ouest de l'enceinte se trouvent les ruines d'une petite tour faite de briques et de grès. L'absence de sculptures rend la datation difficile, mais la taille importante des briques de la partie inférieure est typique des VIIe-IXe siècles. La forme de la tour et sa position sont similaires à celles de la petite tour dans la cour du Phnom Rung.

## Pièces intéressantes
Trois linteaux ont été trouvés ; deux d’entre eux se trouvent maintenant au Musée de Phimaï, un au Musée National de Bangkok. Ils contrastent de façon intéressante avec le linteau laissé sur le site, étant de styles différents, preuve que le travail à Phnom Wan s’est déroulé sur plus de deux siècles :
- Le linteau le plus ancien, conservé au Musée National de Bangkok, comprend un kâla, sans bras et des guirlandes de feuillage ; contrastant avec le linteau laissé sur place, il y a moins de verticalité et les guirlandes sont moins denses ; deux nagas à tête triple émergent des guirlandes. Ce linteau de style Preah Ko date de la seconde moitié du IXe siècle
- Un linteau plus tardif, de la deuxième moitié du Xe siècle, conservé au Musée de Phimaï, montre Vishnou sur sa monture Garuda ; des nagas sont aussi présents, représentés en tant qu’ennemis du Garuda ailé, qui les tient fermement dans sa main. Des petites divinités (deux, moitié lions), dansent sur le dos des nagas. Le style est celui de la période du Bakheng, mais de subtiles différences suggèrent que ce linteau pourrait avoir été sculpté tardivement, et suggèrent la période de Koh Ker.
- Également conservé au Musée de Phimaï, on peut voir un linteau complet de style Baphuon, semblable à celui situé au-dessus de la porte nord du sanctuaire, mais le kâla est ici achevé.

Mis à part ces linteaux, divers statues et fragments ont été récupérés et sont exposés au Musée Mahawirawong de Korat ; la pièce la plus intéressante est une divinité féminine dont le sarong de type « queue de poisson » est typique du style du Baphuon ; la position de la main suggère qu’il pourrait s’agir de Uma, la parèdre de Shiva. Un linga de pierre et une main de Uma tenant une fleur de lotus confirment le culte shivaïte au Phnom Wan, mais une tête et une main de Vishnou ont également été retrouvées. On peut également voir une statue de Bouddha sous le naga, preuve d’un culte Mahayana.

## Photos

Prasat Phnom Wan
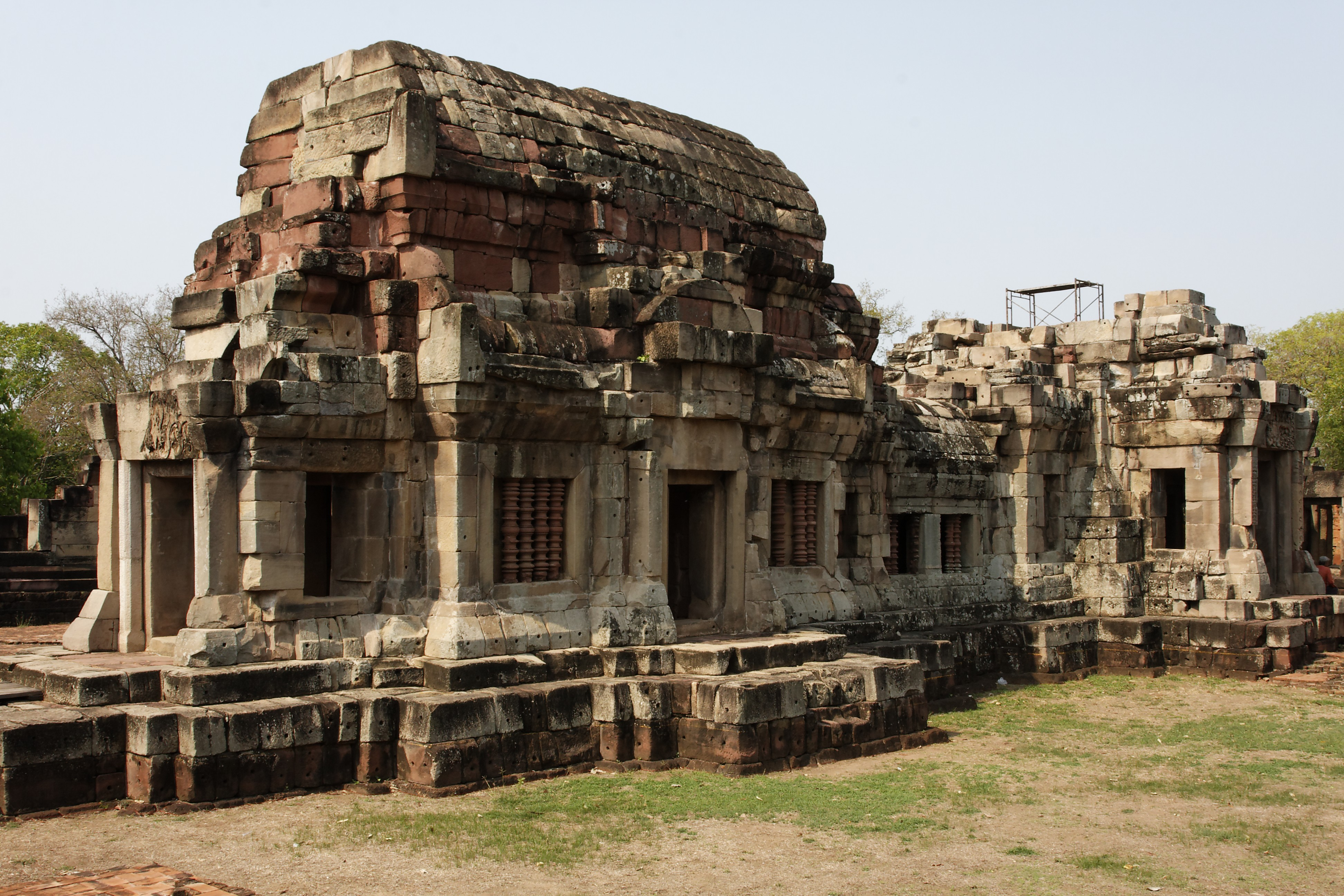
Le sanctuaire central
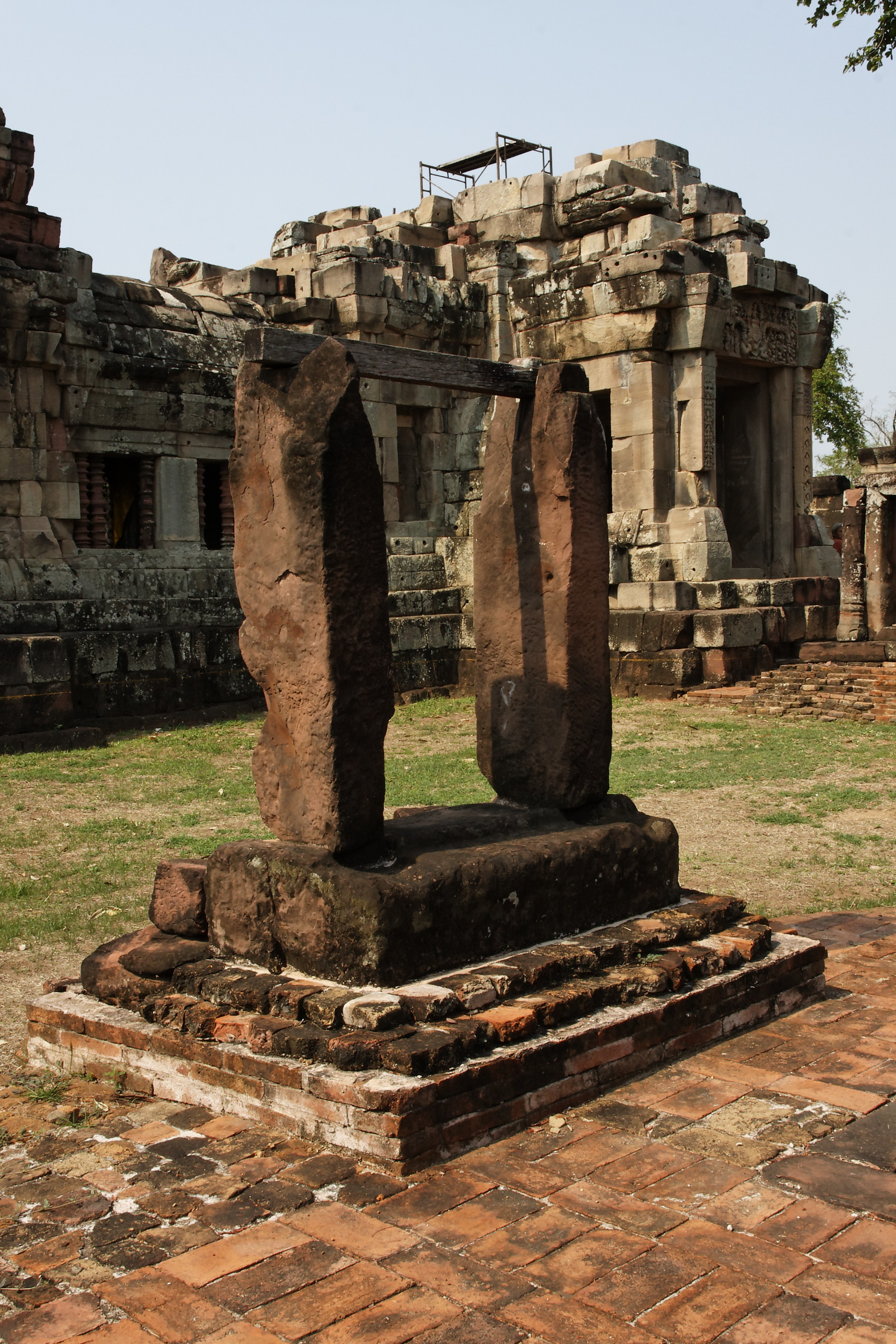
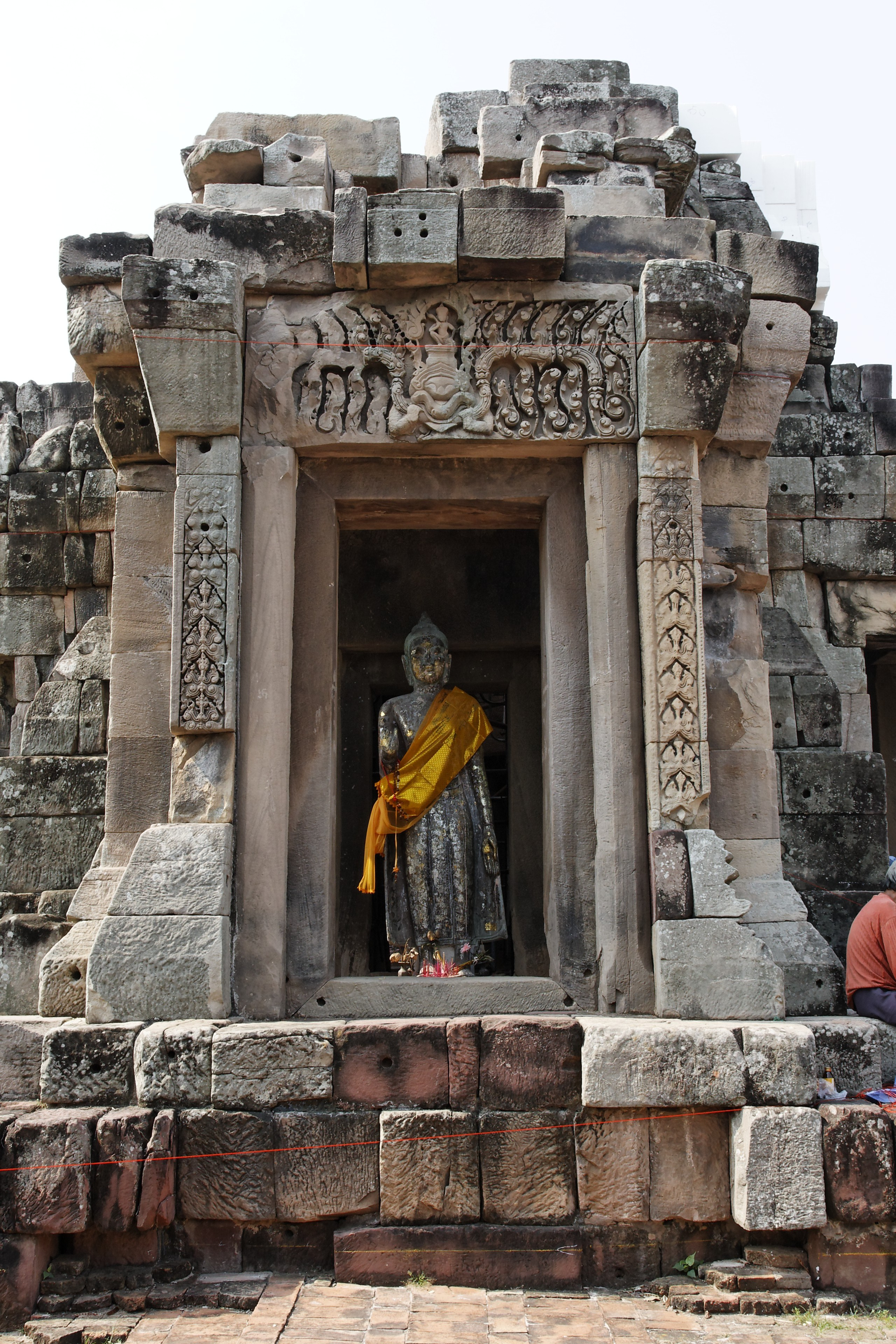
Le sanctuaire central
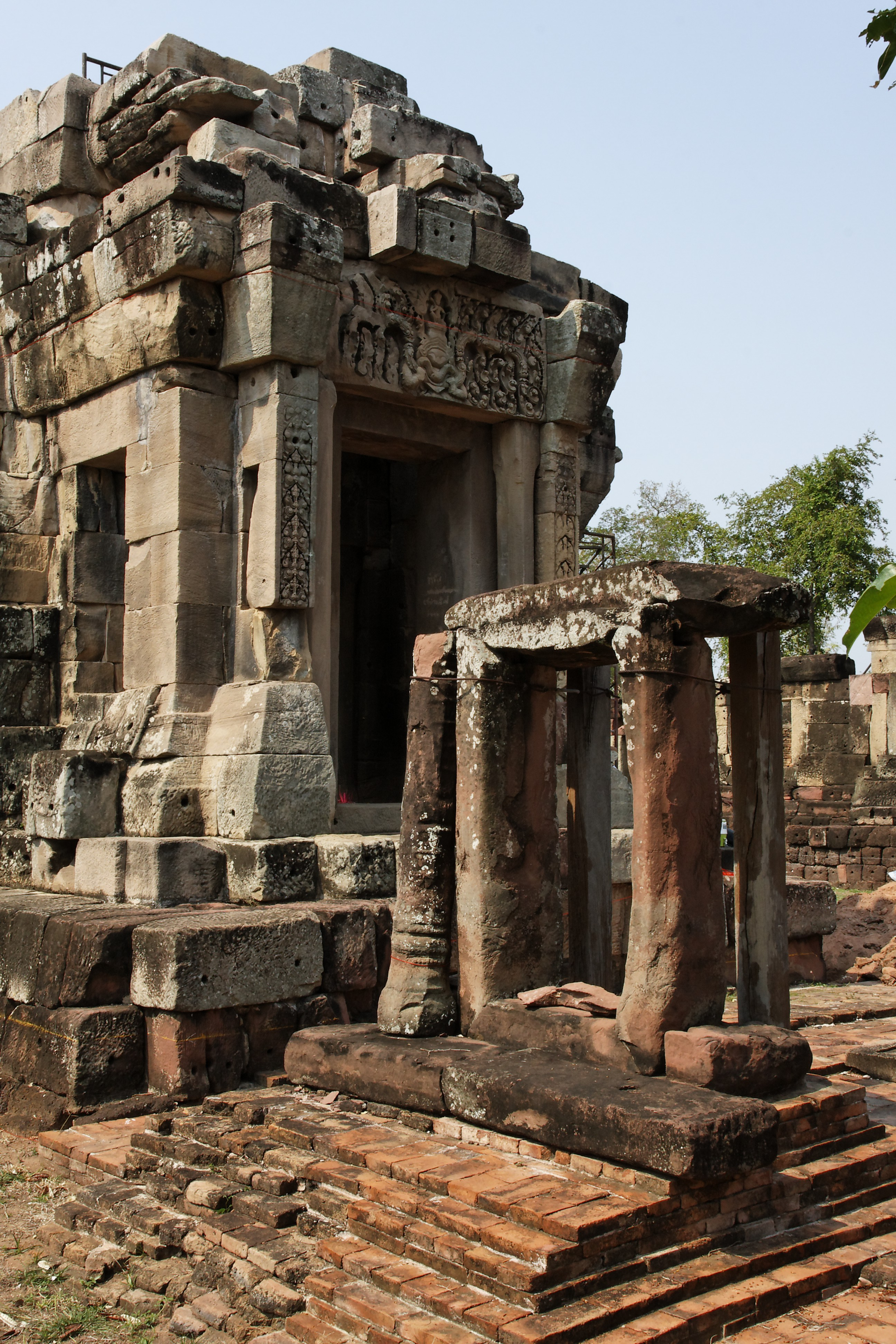
Le sanctuaire central
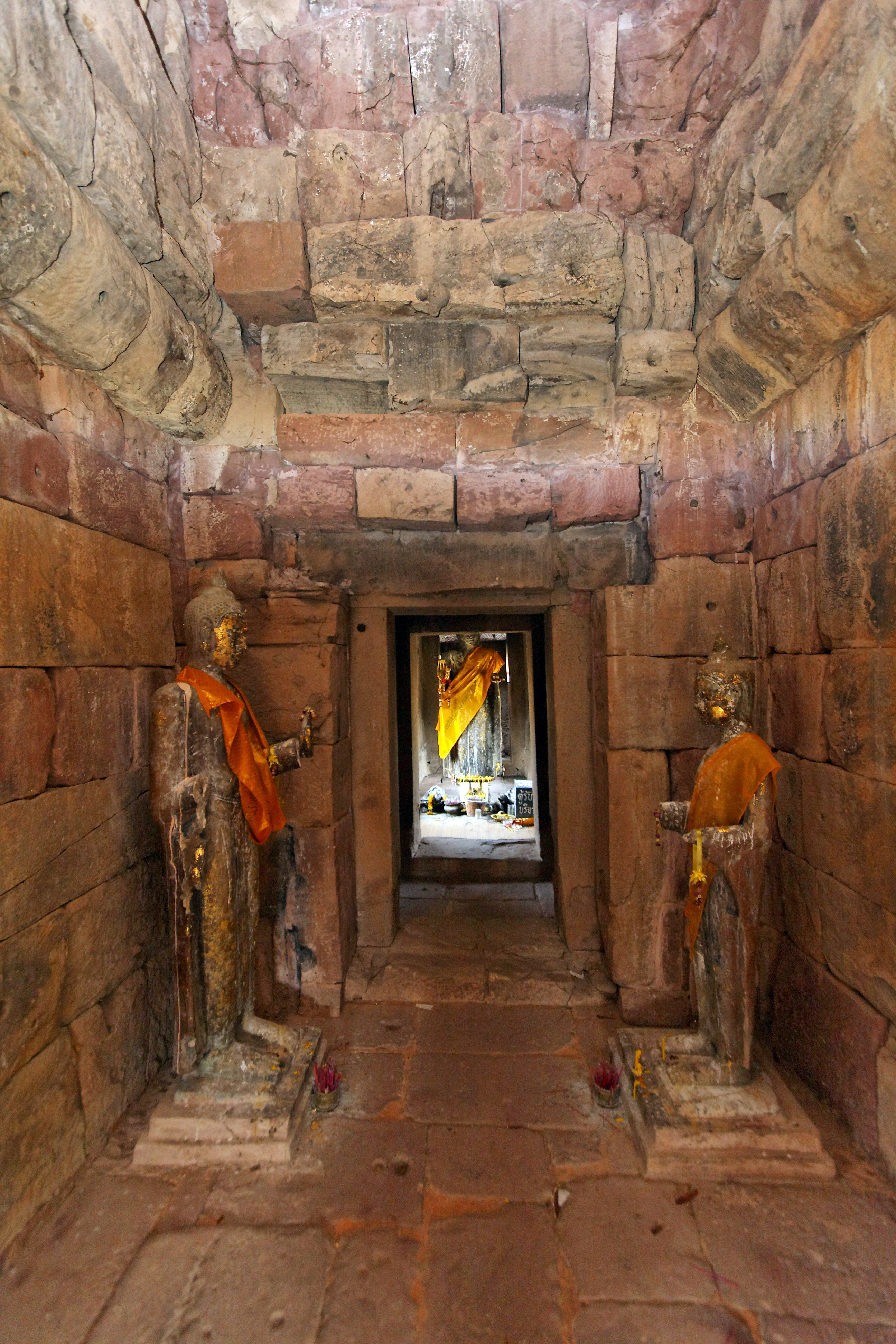
Le sanctuaire central: statues de Bouddha et plafond en encorbellement
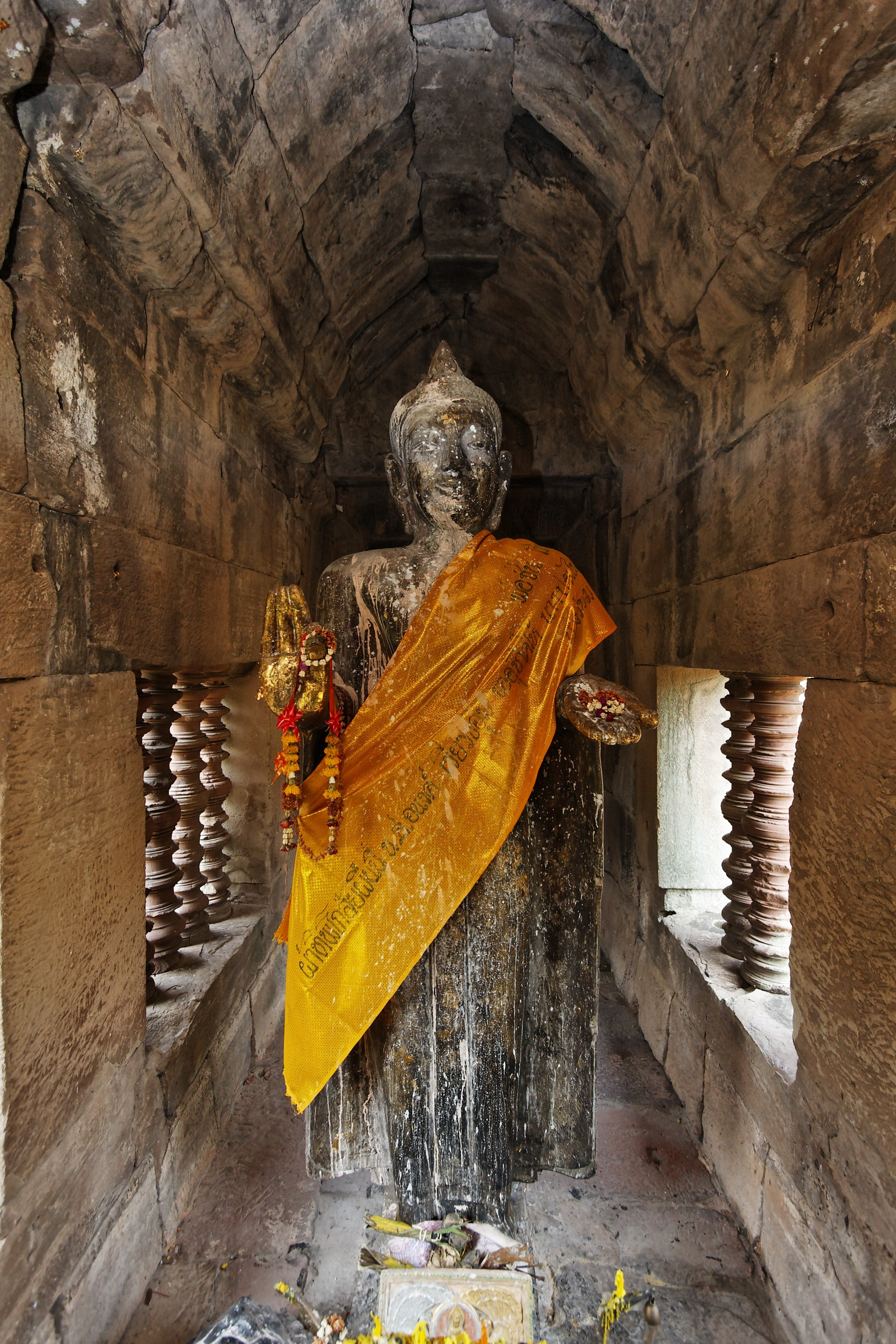
Le sanctuaire central: statue de Bouddha et plafond en encorbellement
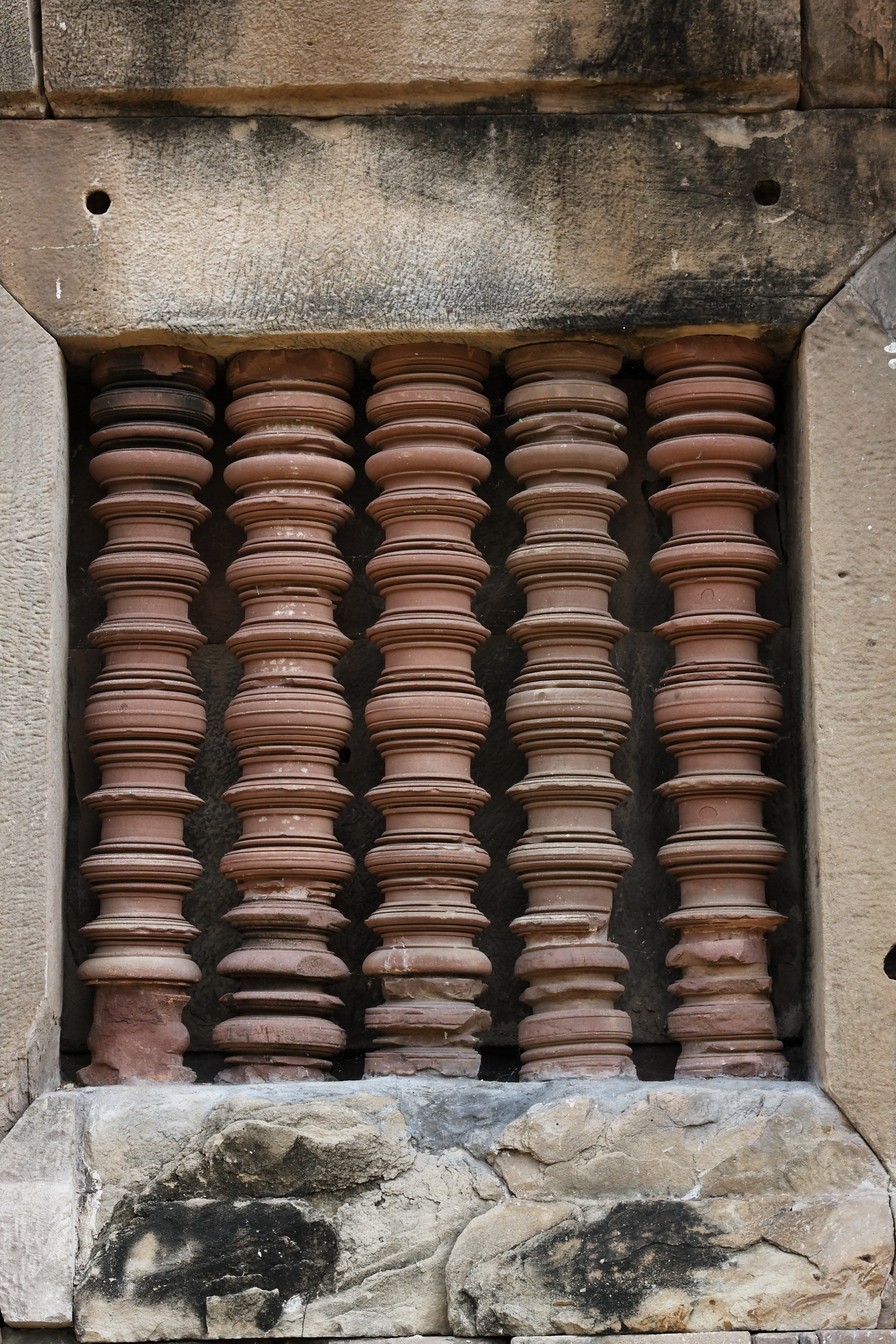
Fenêtre à balustres de grès rouge
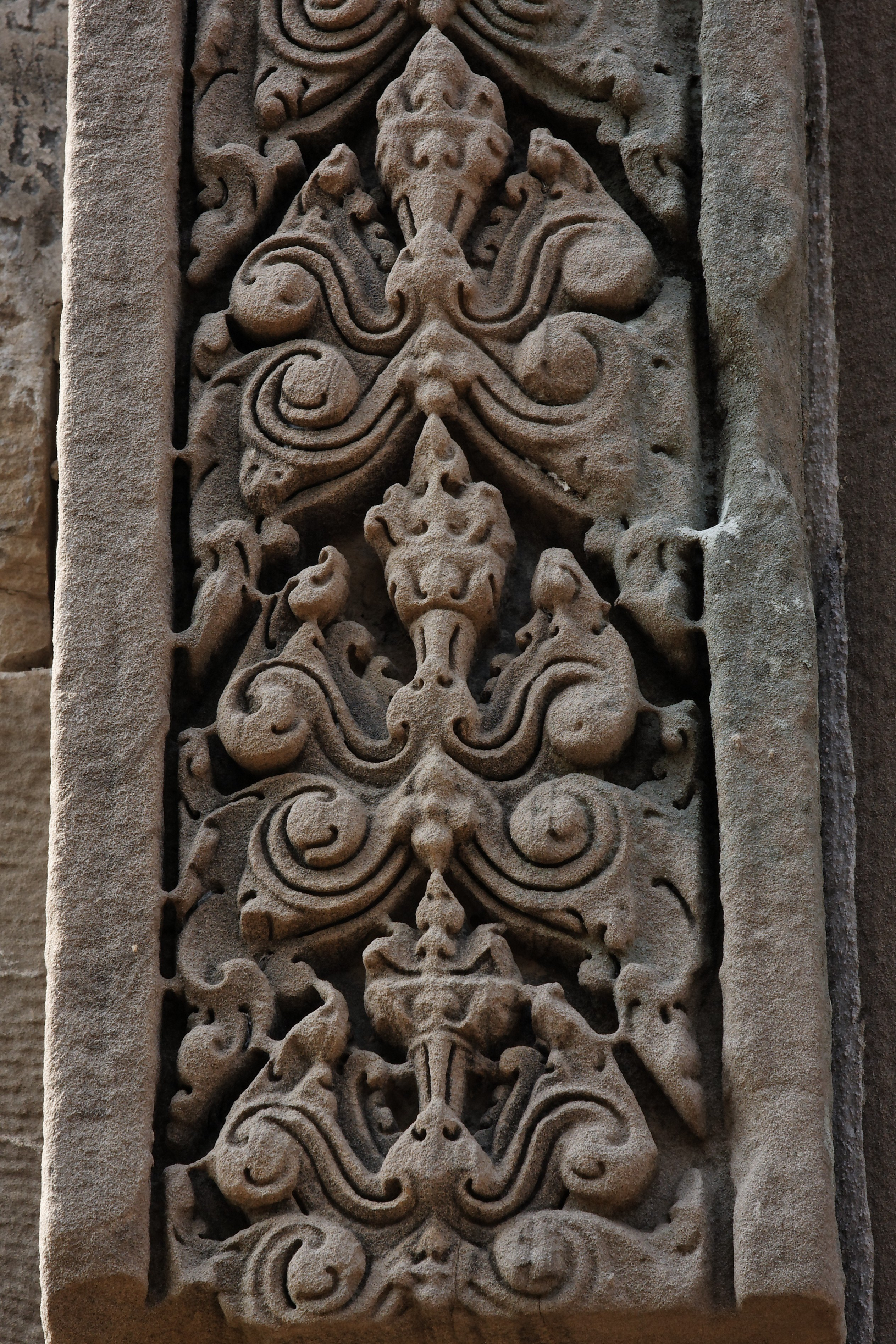
Détail d'un pilastre
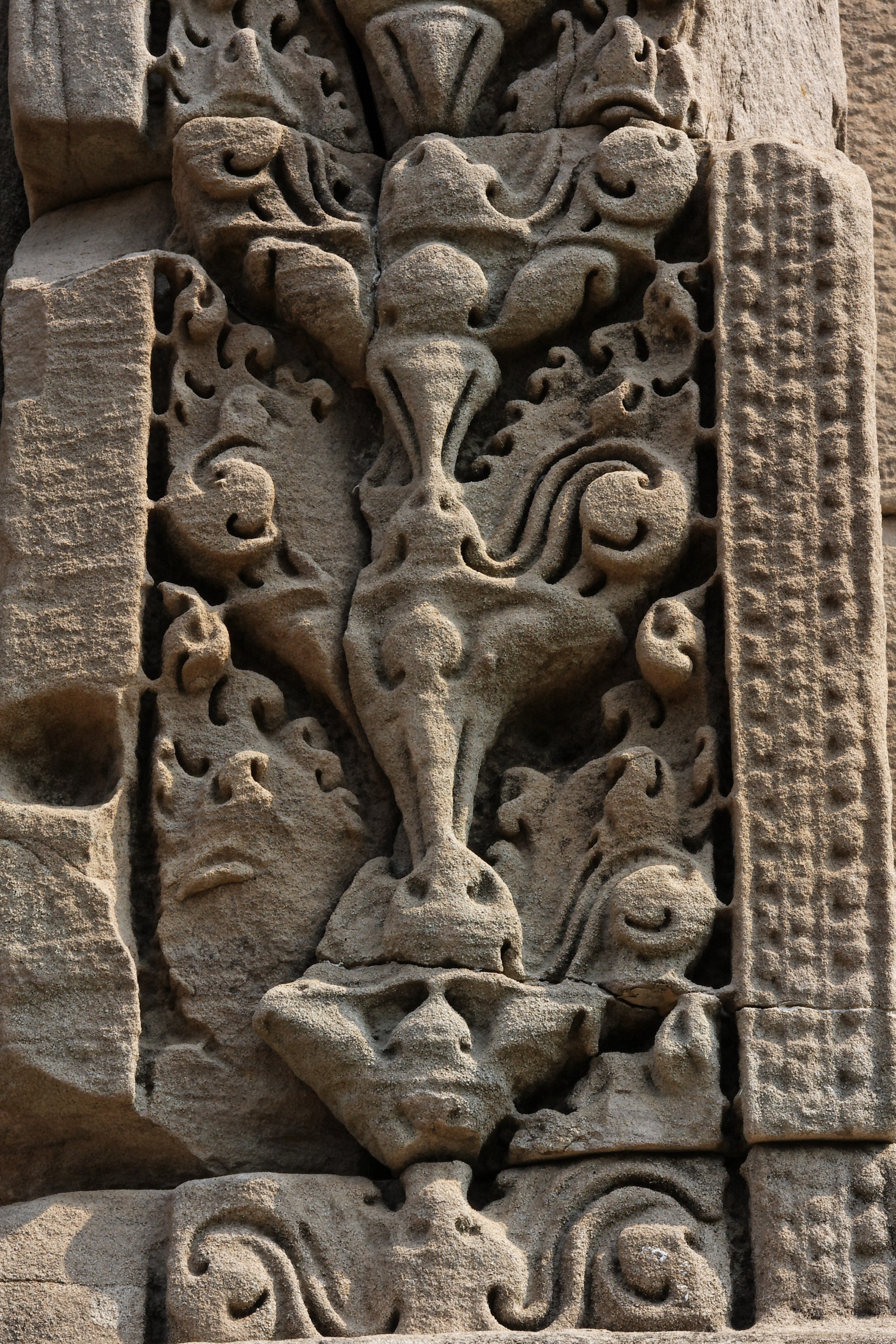
Détail d'un pilastre
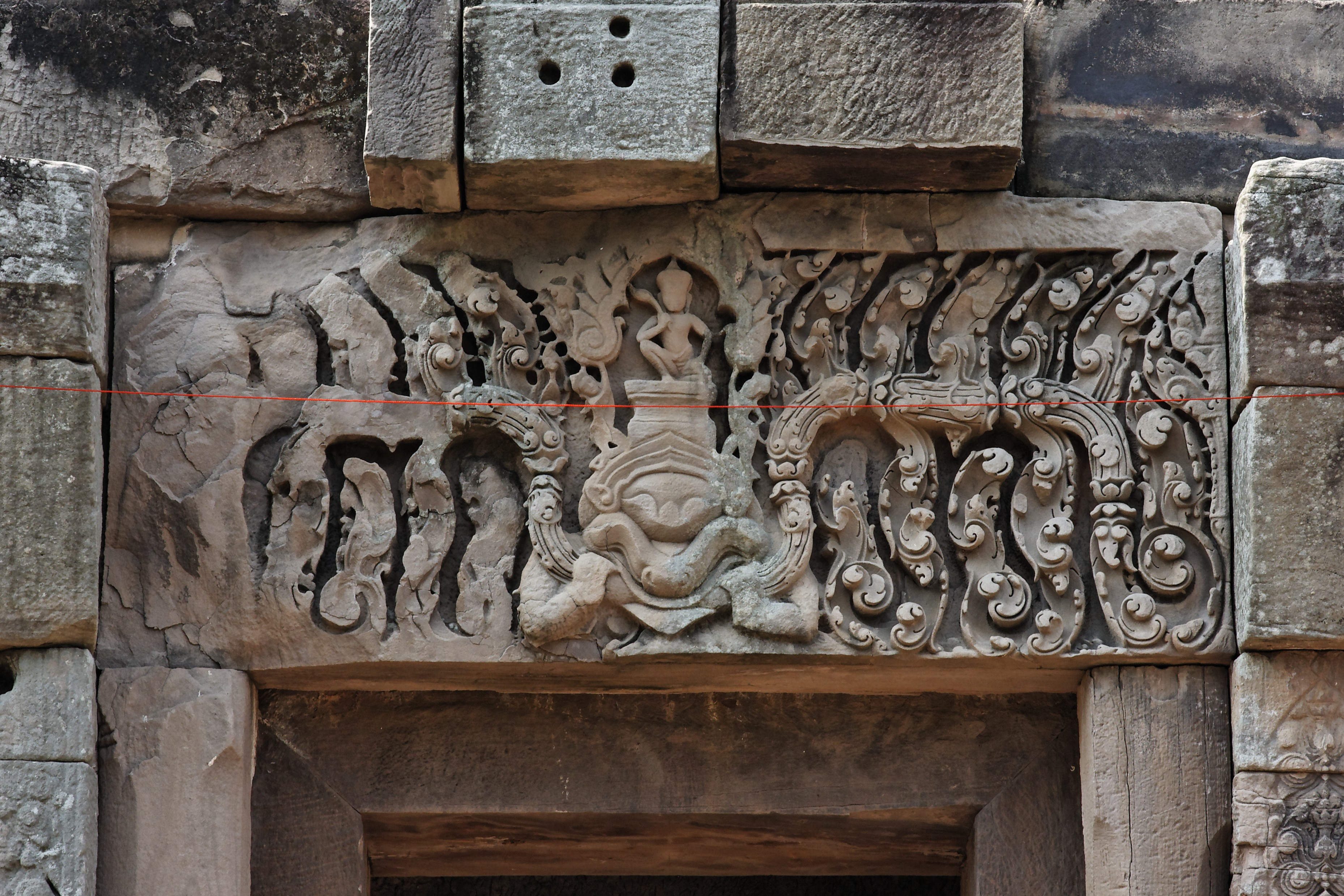
Linteau de style Baphuon au-dessus de l'entrée nord du sanctuaire
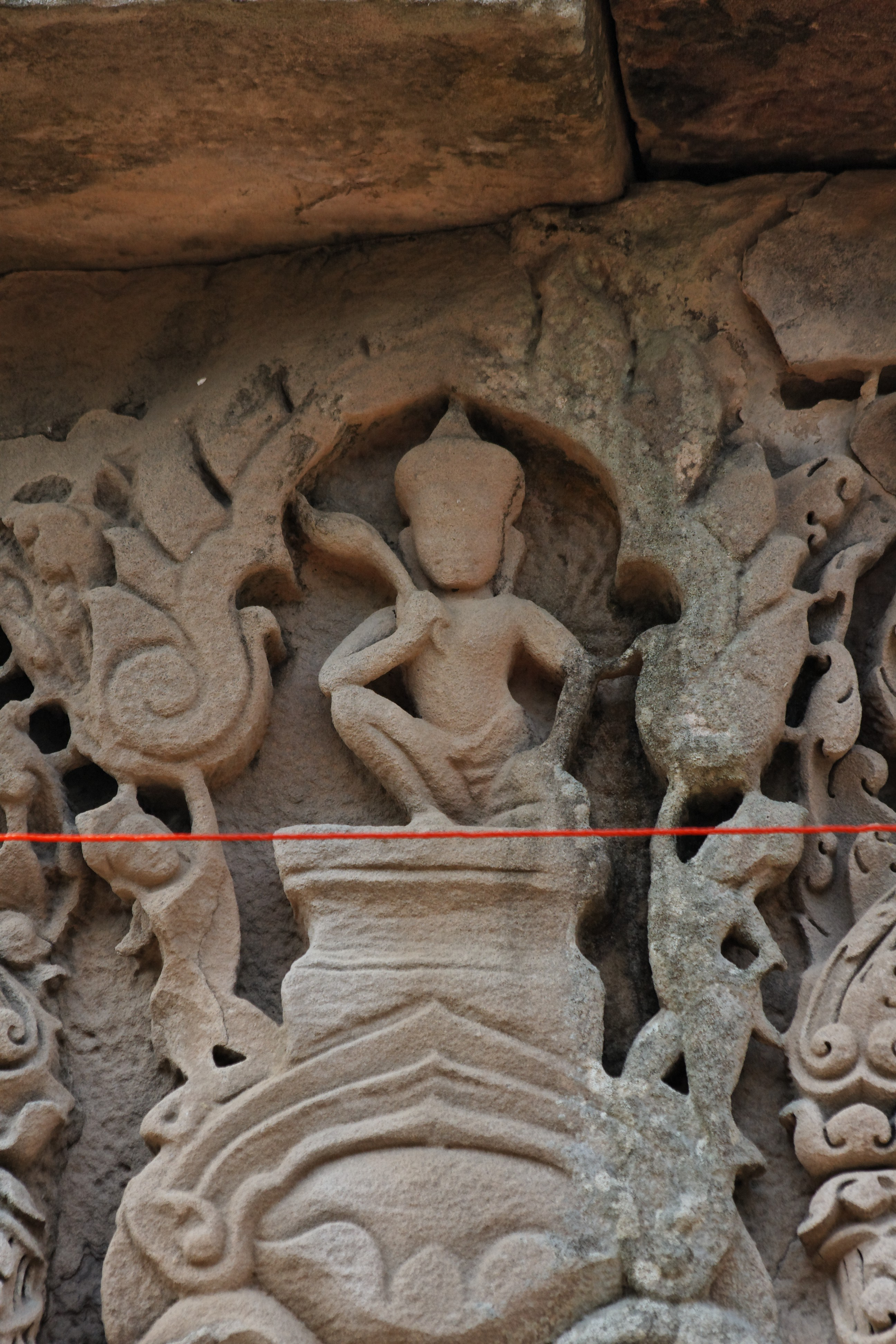
Détail (divinité au-dessus d'un kâla)
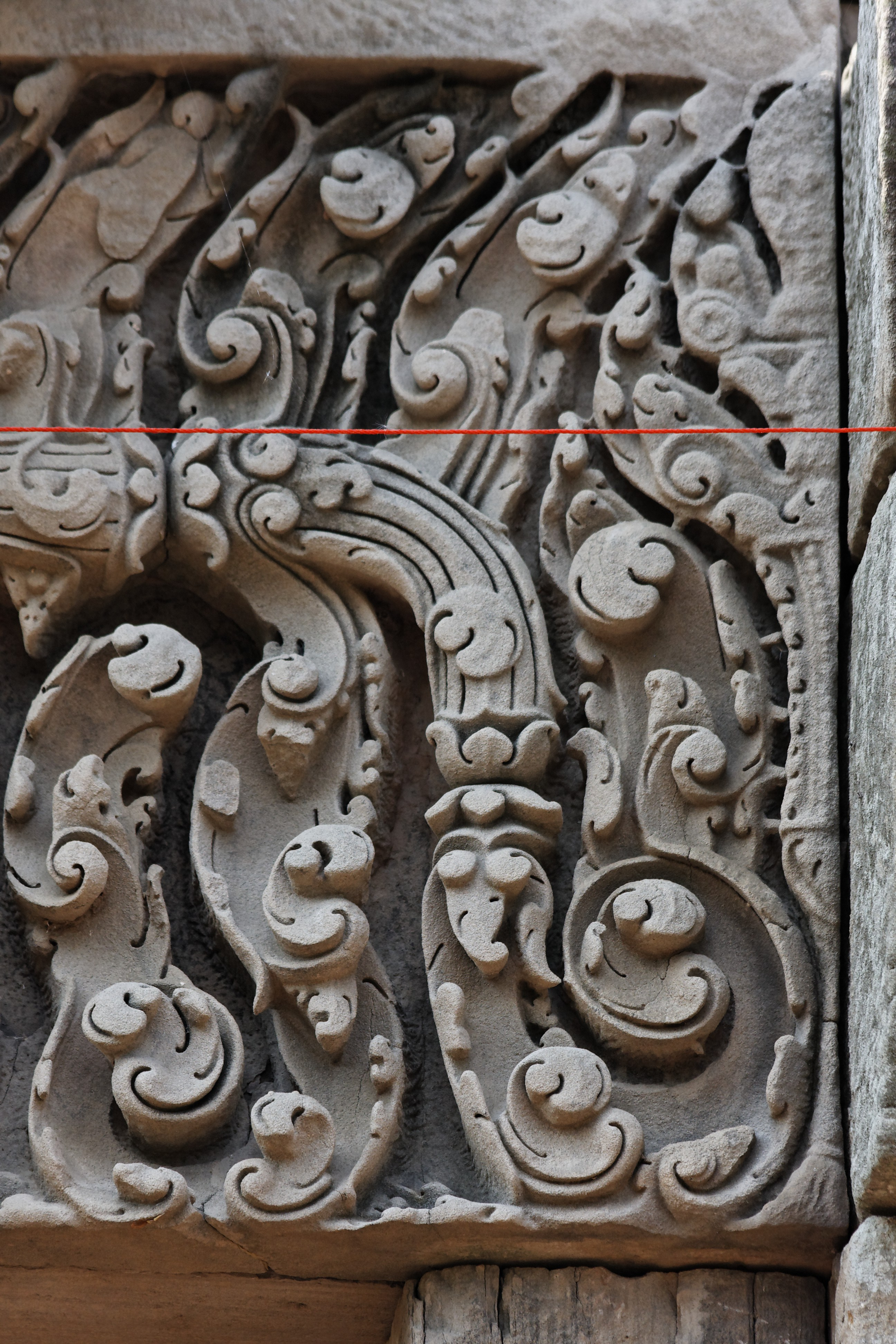
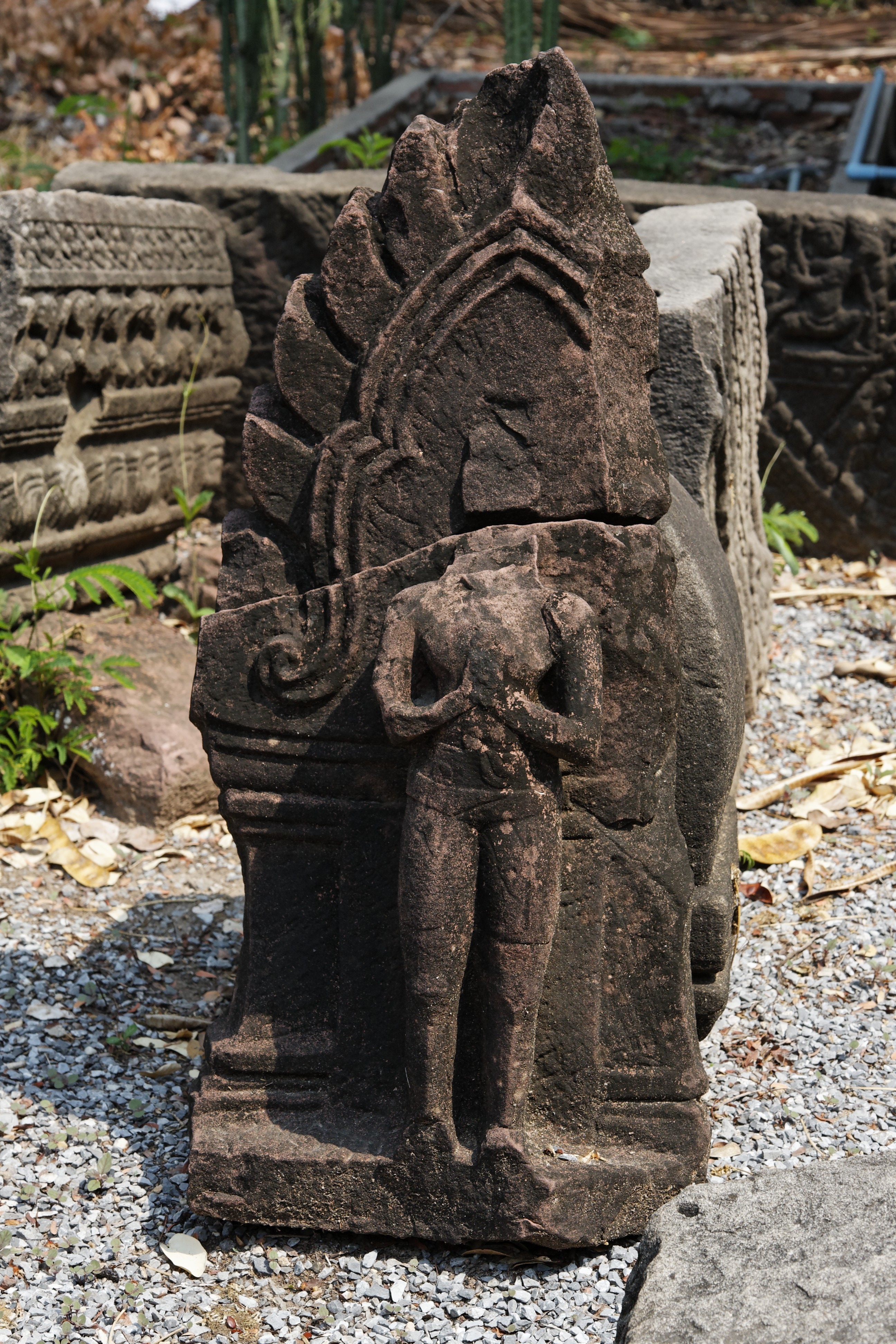
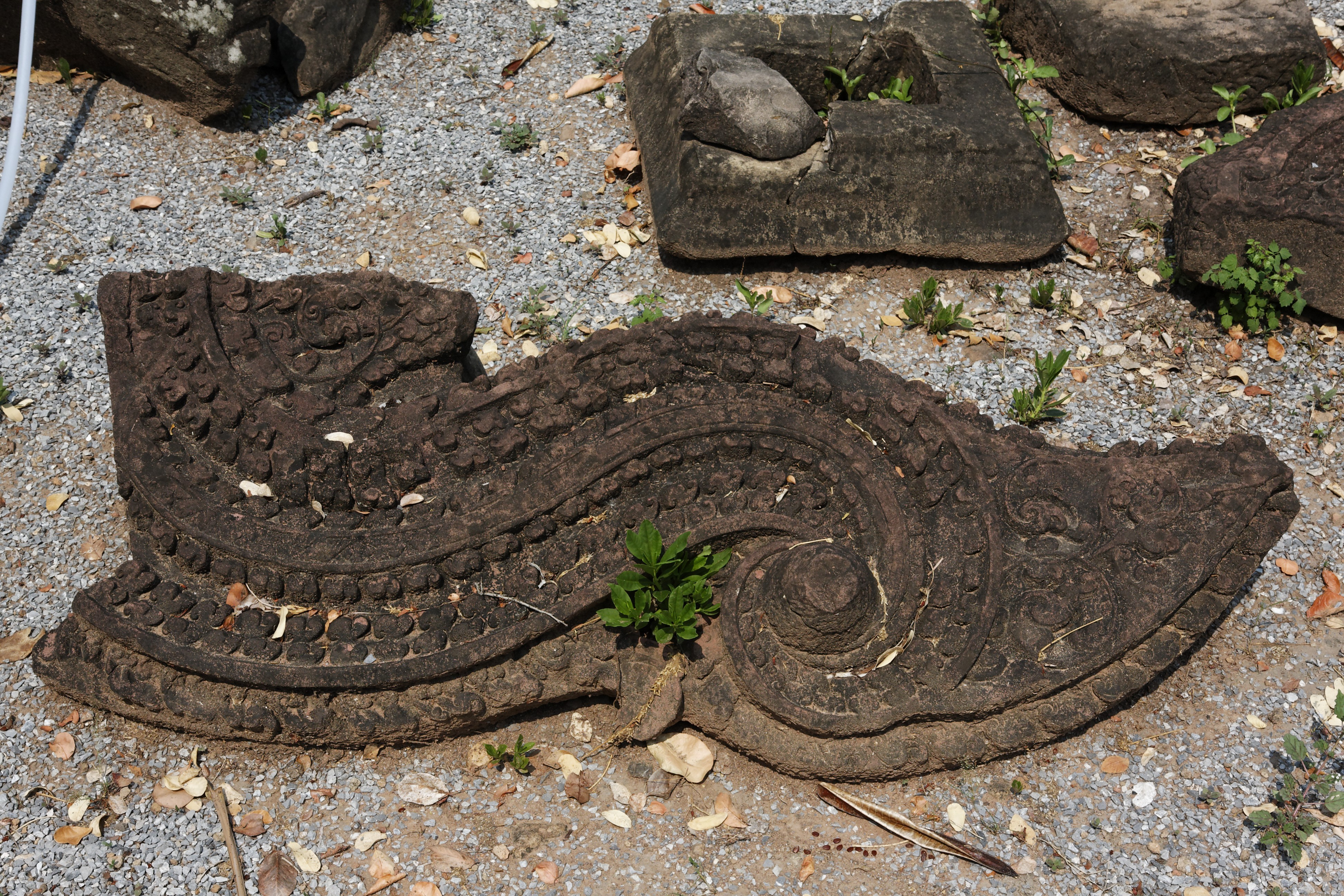
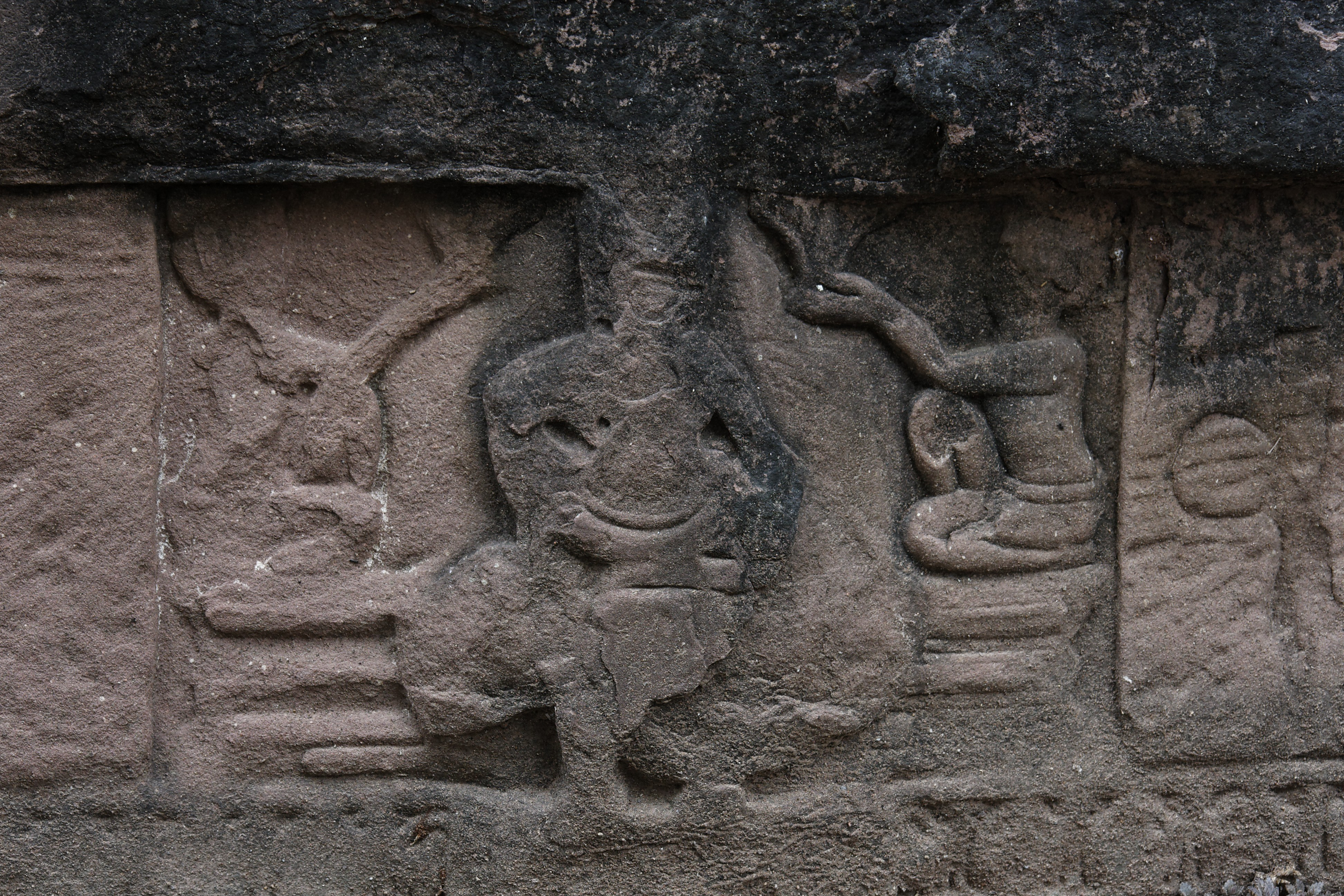

## Liens
Phnom Wan dans Korat Magazine 
Carte animée de l'empire khmer de 100 à 1500 AD